# Nádir perzsa sah
Nádir sah, trónra lépése előtt Nádir Kulí bég vagy Nádir Kulí kán; modern perzsa ejtéssel Náder Goli (1688. október 22./1698. augusztus 6. – Fathábád, 1747. június 19.) iráni síita muszlim hadvezér, Perzsia sahja (uralkodott 1736-tól haláláig), az Afsárida-dinasztia alapítója volt. Hódításaival kiérdemelte az utókortól a „Perzsia Napóleonja” elnevezést.

## Ifjúsága
Nádir Kulí az északkelet-perzsiai Horászánban, a vallási tekintetben kizilbas síita, származására nézve türk eredetű, félnomád afsár törzs Kiriklu klánjába született, a hagyomány szerint szegény apától. Az oguz származású afsárok az déli türkmén nyelvek közé tartozó, általában azerbajdzsáninak nevezett török nyelvet beszélték.  Bár később megtanult perzsául, mindennapi beszédében mindig szívesebben használta az azerbajdzsáni törököt.
Gyermek- és ifjúkoráról szinte semmi biztosat nem tudni; apja állítólag még kiskorában meghalt, őt magát pedig anyjával együtt lovas rablók ragadták el. Nádir meg tudott szökni, és maga is haramiának állt, tehetsége révén azonban rövidesen bandavezér lett. Ilyen minőségben szoros – részben családi – kapcsolatokat épített ki egyes afsár vezetőkkel, akiktől mind magasabb katonai rangokat kapott, illetve segítséget nyújtott a szorult helyzetű perzsa uralkodónak.

## II. Tahmászp szolgálatában
A szunnita gilzaj afgánok 1709 óta tartó lázadásuk során 1722-ben elfoglalták a Szafavidák fővárosát, Iszfahánt, és átvették a hatalmat. Szultán Huszajn maga adta át a diadémot Mahmúd gilzaj vezetőnek, ennek ellenére 1725-ben kivégezték. A trónörökös, a későbbi II. Tahmászp még 1722-ben el tudott menekülni, így a Szafavida-családban végrehajtott 1726-os mészárlást is elkerülte. Észak-Iránba menekült, a dinasztiája mellett kiálló kádzsárok törzséhez, illetve felvette a kapcsolatot az afsárokkal is, akiknek ekkor már Nádir Kulí kán volt a vezetője. A trónviszályt kihasználva az Oszmán Birodalom és Oroszország is Iránra támadt, és északi és nyugati területeket hódítottak el tőle. Nádir ebben a helyzetben leplezte le a kádzsár Fath Alí kán áruló levelezését a mashadi afgán kormányzóval, akit így Tahmászp parancsára kivégeztek, és a továbbiakban Nádir játszhatta a főszerepet a harcokban.
1726-ban Nádir seregei Mashadnál legyőzték az afgánokat, így elszakították tőlük Horászánt. Innen kiindulva 1729 tavaszán Herátnál legyőzték az abdali afgán törzset, akiknek maradékai csatlakoztak hozzá, majd ősszel a dámgáni csatában, majd Iszfahánnál és Siráznál is győzelmet arattak a gilzajok felett, azaz sikeresen megbuktatták Asraf kánt, akit a mai Afganisztán felé visszavonulva meggyilkoltak. Nádir karrierje azonban nem ért véget a szafavida hatalom restaurálásával: megtámadta az oszmánokat, és több területet sikerült visszaszereznie tőlük. Hadjáratát azonban kénytelen volt felfüggeszteni az abdali afgánok mashadi lázadása miatt. Míg ennek leverésével foglalkozott, a sikereire féltékeny Tahmászp sah személyesen indult nyugatra a törökök ellen, és 1731. október 15-én súlyos vereséget szenvedett, majd 1732-ben békét kötött, melyben Grúzia és Örményország területét átadta a Portának az elvesztett Tebriz visszaadásáért cserébe.

## Hatalomátvétel
Nádir ezt látván döntött úgy, hogy leszámol Tahmászppal, akit lerészegítve megalázott udvaroncai előtt, majd lemondásra kényszerítette csecsemő fia, III. Abbász javára. 1733-ban indult meg az Oszmán Birodalom ellen, azonban Bagdad kormányzója, Topal Oszmán pasa legyőzte. Hogy a kezdődő lázongást lecsillapítsa, Nádir még abban az évben újra Irakra támadt, és diadalt is aratott a helytartó felett, aki holtan maradt a csatatéren. Bagdadot ugyan ezúttal sem tudta bevenni, de az újabb oszmán seregeket legyőzte az 1735-ös bagávandi csatában, így 1736-ban I. Mahmud kormányzata jobbnak látta meghátrálni és visszavonulni az 1639-es határok mögé. Nádir sikereit látva az oroszok szövetkeztek vele a törökök ellen, 1734-től a krími Azovot támadták, és 1735 márciusában beleegyeztek, hogy kivonják csapataikat a Kaszpi-vidék megszállt részeiről (Derbent, Jereván, Baku).
A győzedelmes Nádir elérkezettnek látta az időt, hogy formálisan is megszerezze a hatalmat. 1736 januárjában nagy elődei, Dzsingisz kán és Timur Lenk mintáját követve kurultájt hívott össze az azerbajdzsáni Mugán-síkságon, amely őt sahhá kiáltotta ki. Koronázására 1736. március 8-án került sor asztrológiai útmutatás alapján, amely ezt a napot különösen kedvezőnek ítélte. A letett III. Abbászt és II. Tahmászpot kényelmes fogság várta, és csak 1740-ben végezték ki őket, amikor Nádir sah halálhírére szafavida-párti lázadástól lehetett tartani.

## Hódítások

Az Afsárida Birodalom legnagyobb kiterjedése idején

### Az indiai hadjárat
A nyugati háborúkat lezárva Nádir sah érdeklődése kelet felé fordult. 1738-ban bevette Kandahárt, a gilzaj afgánok utolsó központját, majd tovább tört előre, immár a meggyengült indiai Mogul Birodalom ellen arra hivatkozva, hogy afgán ellenfeleinek ad menedéket. Nádir hadai bevették Gaznit, Kabult és Lahort és Pesavart, az év végén átkeltek az Induson, és 1739. február 24-én a karnali csatában szétverték Muhammad Naszír sah hadseregét. Az elfogott mogul uralkodó azonnal lemondott minden Induson túli területéről Nádir javára, aki bevonult vele fővárosába, Delhibe. Itt az indiai lakosság a perzsa seregre tört, mire Nádir elrendelte a helyiek lemészárlását és kifosztását. Ekkor szerezte meg a híres Pávatrónt valamint a Kúh-i Núr és a Darja-je Núr gyémántokat Irán számára. Nádir győzedelmes serege 1739 májusában indult hazafelé. A zsákmány olyan hatalmas volt, hogy hazatérve a sah három évre eltörölt minden iráni adót, illetve megdorgálta a távollétében hátrahagyott fiát, Rizát, amiért összeesküvéstől tartva meggyilkoltatta Tahmászpot és Abbászt, ezzel saját feleségét, Tahmászp testvérét is öngyilkosságra késztetve.
1740-ben Nádir az üzbégek ellen indult, és elfoglalta Buharát és Hívát, a Dzsingisztől származó buharai kánt pedig hűbéresévé tette, és feleségül vette lányát. 1741-ben Dagesztán ellen indult, hogy megbosszulja Ibráhím fivére néhány évvel korábban ott bekövetkezett halálát. Az oda vezető úton rálőttek, és a paranoiássá váló uralkodó saját fiára, Rizára gyanakodott, akit Teheránba vitetett, és betegsége súlyosbodása miatt még abban az évben megvakíttatta – igaz, tettét rövidesen megbánta, és tehetetlen dühét a szemtanú udvaroncok legyilkoltatásával töltötte ki. A dagesztáni hadjárata sem volt sikeres, mivel a helyiek gerilla harcmodorával szemben a perzsa hadsereg tehetetlen volt.
Az indiai zsákmányból Nádir sah erős flottát építtetett illetve vásárolt, amelyet 1743-ban Bahrein és Omán meghódítására használt fel. (A felkészülés jegyében alapította még 1736-ban Busehr kikötőjét.) Ugyanebben az évben az oszmánok lerohanták Kirkukot, ami júliusban háború kitöréséhez vezetett. A harcok 1744 decemberéig folytak, békekötésre 1746-ban került sor. A küzdelem perzsa fölénnyel végződött, noha Nádir hadvezéri képességei ezúttal jóval kevésbé jutottak érvényre; mindenesetre a háború végeztével birtokai közé sorolhatta a síiták számára különös fontosságú Nedzsefet is.

## Belpolitika

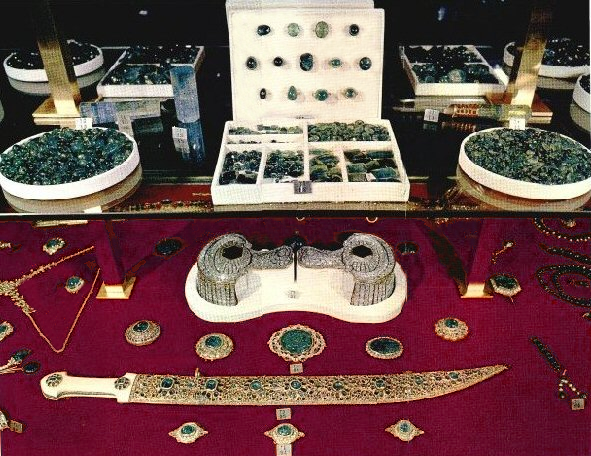
Nádir sah ékszerei és dísztőre

Nádir sah, amikor épp nem hadjáratot vezetett, Meshedben rendezte be székhelyét. A szafavidák politikáját folytatva igyekezett minél több nomád törzset letelepíteni, míg az azerbajdzsáni sáhsziván (szó szerint „sahot szerető”) népcsoportot törzsszövetséggé szervezte, hogy védjék a határt az oroszokkal és oszmánokkal szemben, és igyekezett minél több fegyveres erőt saját központi irányítása alá vonni a korábbi törzsi vagy tartományi keretek helyett.
A törökök ellen vívott háborúi és az oroszok beavatkozása a térségben arra a következtetésre juttatták Nádirt, hogy célszerű lenne megszüntetnie a szunniták és síiták ősi ellenségeskedését, hogy közösen léphessenek fel a nem-muszlim idegenekkel szemben. A sía meggyengülése a Szafavidák erejének csökkenésével is járt volna, amely szintén érdeke volt a sahnak. Tervei szerint a sía beolvadt volna a szunnitizmusba, és csak mint annak ötödik jogi irányzata, a síiták hatodik, tudósként mindkét oldalon nagyra becsült imámjáról, Dzsaafar asz-Szádikról dzsaafarínak nevezendő madzhab létezett volna tovább. Az oszmánok a tárgyalások során hajlandóak voltak a perzsa alattvalók számára is engedélyezni a haddzson, a mekkai zarándoklaton való részvételt, ami komoly bevételekhez juttatta Nádir sahot is a hozzá kapcsolódó kereskedelem révén. Az „ötödik madzhab” tervét azonban sem Isztambulban, sem Irán síita vidékein nem fogadták el, hiába ölette meg a Szafavidák mellett hitet tevő főmollát, és törölt el újonnan vert, indiai rúpiáról mintázott ezüstpénzeiről minden olyan vallásos utalást, amelyet valamelyik fél nem fogadott el.
Nádir sah ahogy a vallásügyekben, úgy a gazdasági téren sem bizonyult sikeres uralkodónak. Hadjáratai hatalmas összegeket emésztettek fel, és az indiai hadjáratot leszámítva sosem jártak komolyabb zsákmánnyal, amit a felelőtlen adóelengedés is súlyosbított. Uralkodása végén mind terrorisztikusabb eszközökkel sajtolta ki az adót a belharcok miatt amúgy is nehéz helyzetbe jutott alattvalóitól: a fizetésképtelen parasztságra halál várt. Ez számos lázadást eredményezett, amiket a hadsereg brutálisan levert. Abszolutisztikus hatalomgyakorlása a fejlett államigazgatás színvonalának csökkenéséhez vezetett, ráadásul elhatalmasodó betegsége folytán személyes környezetével is mind kegyetlenebbül bánt. Végül ez vezetett bukásához is.

## Bukása, öröksége

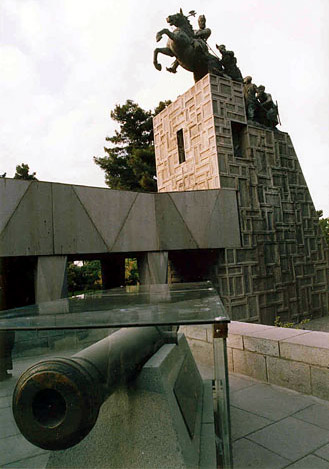
Nádir sah modern mashadi síremléke, Husang Szejhun építész műve

Nádir 1747-ben kurd lázadók leverésére indult Horászánba, de néhány, életét veszélyben érző tisztje Szaláh bej vezetésével összeesküvést szőtt ellene, és június 19-én Fathábádban meggyilkolták. A sah halála előtt még két összeesküvővel végzett saját kezével. Halálával gazdaságilag meggyengült birodalma számára hosszas háborúkkal kivívott hatalmi státusz gyakorlatilag szertefoszlott: unokaöccse, a meggyilkolásában feltehetően bűnrészes Alí Kulí Ádil sah néven követte a trónon, de nem egészen egy éven belül meggyilkolták, és ezt követően fivérei, Ibráhím és Sáhruh Afsár között robbant ki hatalmi harc. Eközben Nádir korábbi hadvezérei is önállósodtak, és az ország gyakorlatilag kettő, majd három részre szakadt az Afsáridák, a Zandok és a Kádzsárok között, amely állapot csak 1794-ben ért véget a Kádzsárok győzelmével. Az Afsáridák fennállásuk hátralevő idejében Horászánba szorultak vissza.

## Nádir sah és Európa
Nádir sah, a nagy hódító távolról sem volt ismeretlen Európa számára. Indiai hadjáratából például a Brit Kelet-indiai Társaság is hasznot húzott, mivel a Mogul Birodalom meggyengülése teret engedett befolyása növelésére az indiai szubkontinensen. Nádir minisztere és tanácsadója, Mirza Mahdí Asztarábádí által írt életrajzát VII. Keresztély dán király megrendelésére 1770-ben adták ki francia nyelven, William Jones fordításában.

## Külső hivatkozások
- Christopher Buyers: The Royal Ark/Persia/The Afshar Dynasty